# Иваново-Самарское (сельское поселение)
Иваново-Самарское — упразднённое муниципальное образование со статусом сельского поселения в Малопургинском районе Удмуртии Российской Федерации.
Административный центр — деревня Иваново-Самарское.
25 июня 2021 года упразднено в связи с преобразованием муниципального района в муниципальный округ.

## История
Статус и границы сельского поселения установлены Законом Удмуртской Республики от 14 июля 2005 года № 47-РЗ «Об установлении границ муниципальных образований и наделении соответствующим статусом муниципальных образований на территории Малопургинского района Удмуртской Республики».

## Население
| 2010 | 2012 | 2013 | 2014 | 2015 | 2016 | 2017 |
| ---- | ---- | ---- | ---- | ---- | ---- | ---- |
| 869  | ↘858 | ↘851 | ↗873 | ↗890 | ↘889 | ↗900 |
| 2018 | 2019 | 2020 |      |      |      |      |
| ↗909 | ↘900 | ↘822 |      |      |      |      |

## Состав сельского поселения
| № | Населённый пункт  | Тип населённого пункта          | Население |
| - | ----------------- | ------------------------------- | --------- |
| 1 | Иваново-Самарское | деревня, административный центр | ↘425      |
| 2 | Капустино         | посёлок                         | ↗433      |